# 11602 Miryang
11602 Miryang (tên chỉ định: 1995 ST54) là một tiểu hành tinh vành đai chính. Nó được phát hiện bởi Robert Weber ở Socorro, New Mexico, ngày 28 tháng 9 năm 1995. Nó được đặt theo tên a town north thuộc Daegu, South Korea, và the birthplace of Weber's wife.